# Церковь Флора и Лавра (Мегрега)
Церковь Флора и Лавра — ярусный деревянный православный храм в Мегреге, Олонецкий район, Республика Карелия, построенный в 1613—1620 годах. Памятник допетровской русской деревянной архитектуры, единственный сохранившийся деревянный храм с крестообразной четырёхфронтонной крышей. С 1960 года охраняется государством как объект культурного наследия федерального (до 1991 года — республиканского) значения.

## История
Церковь была заложена в двух вёрстах от села Мегрега в 1613 году. По общепринятой в научном сообществе версии церковь была заложена в память произошедшего неподалёку сражения с литовцами. Освящён храм был в честь Флора и Лавра, считавшимися в христианской традиции покровителями скотоводства: жители, предположительно, пытались таким образом справиться с падежом скота, случившимся в этих местах в начале XVII века.
К 1620 году церковь функционировала, что в числе прочего было отмечено в писцовой книге Обонежской пятины, составленной Никитой Паниным в 1627—1629 годах. Историк искусства Арина Носкова на основании изучения источников предложила вариант датирования церкви Флора и Лавра 1630 годом.
В 1864 году церковь, согласно веяниям того времени, была обшита тёсом для защиты от неблагоприятных погодных условий и большей похожести на каменные храмы. Тогда же тёсовое покрытие кровли и главки было заменено на металлическое, что привело к утрате большей части декоративных элементов кровли, характерных для народного деревянного зодчества. При этом к началу XX века в отчётах различных комиссий церковь именовалась ветхой. Согласно отчёту Императорской археологической комиссии в 1915 году церковь действовала, в ней присутствовал тябловый иконостас, а стены внутри были обшиты досками и оклеены бумагой. Для богослужебных целей в храме имелись оловянный и деревянный сосуды. На паперти была устроена звонница, где имелись два колокола и чугунное било.
В 1917 году церковь лишилась рубленой ограды с воротами — они сгорели в пожаре. В 1950 году в храме прошёл профилактический ремонт, а 30 августа 1960 года храм был признан объектом культурного наследия республиканского значения.
В 2001—2003 годах храм прошёл реставрацию за счёт федеральных средств. К 2015 году в церкви снова начала протекать кровля, что привело к образованию белой плесени уже на конструкциях потолочных перекрытий и стен. Средств на новый ремонт не нашлось ни в федеральном, ни в региональном бюджете, и тогда местные власти на сайте республиканского министерства культуры объявили сбор денег среди неравнодушных; согласно предварительным расчётам, необходимо было собрать 846 500 рублей. Так на сайте минкульта появилась новая рубрика «Спасём памятник вместе!», где публикуется информация о памятниках Карелии, требующих ремонта, но не стоящих в планах ни местного, ни федерального финансирования.

## Описание
Церковь Флора и Лавра находится в кладбищенской роще на юго-восточной окраине Мегреги по адресу: улица Чапаева, дом 45. Размеры постройки по осям — 14,9 м в длину и 5,9 м в ширину. Центральная, храмовая часть представляет собой бревенчатый, рубленный в обло четверик, покрытый четырёхфронтонной крестчатой восьмискатной крышей. В центре крыши, на пересечении коньков фронтонов, установлен восьмигранный барабан с чёткими повалами, завершённый шпилевидным шатром с главкой. С восточной стороны по оси фронтона к четверику пристроен прямоугольный в плане более низкий алтарь, перекрытый двускатной крышей. С противоположной от алтаря, западной стороны к четверику пристроена трапезная; предположительно, ранее на её месте были небольшие сени. С северной стороны к трапезной примыкает крыльцо под двускатной крышей на столбах. Стены храма обшиты тёсом. Крыши, включая повал шатра, покрыты кровельным железом.
Подобная конструкция храмовых построек, не характерная для деревянного зодчества Русского Севера, по мнению исследователей, обусловлена влиянием новгородцев, руководивших строительством крепости в Олонце одновременно со строительством храма. В Новгородских писцовых книгах XVI века упоминаются подобные постройки в Новгороде и Пскове как «деревянные церкви на каменное дело». В наличии перекрещивающихся фронтонов усматривается планировочное сходство Флоровской церкви с новгородским каменным храмом Феодора Стратилата. Аналогичные постройки отмечены, хоть и схематично, на Сигизмундовом плане Москвы 1610 года. Сходные по общему пропорциональному строю храмы из Торжка, Вышнего Волочка и других мест присутствуют в альбоме Августина Мейерберга. При этом уже к концу XVII века таких церквей на планах нет, и в настоящее время Флоровская церковь в Мегреге является одной из древнейших и единственным в мире сохранившимся русским православным храмом с восьмискатной крышей и шатровым завершением.
Внутренние помещения храма расположены анфиладно, при этом помещение алтаря меньше по ширине, чем остальные помещения, а потолок в алтаре и трапезной ниже, чем в храмовой части. В северной и южной стенах храмовой части имеются по два косящатых окна, расположенных на разных уровнях. Внутреннее убранство церкви аскетично — в храмовых помещениях отсутствует даже внутренняя отделка, иконостас не сохранился. При этом старинные иконы, в нём находившиеся, в 1950—1960-х годах были вывезены в различные музеи. В паспорте объекта, составленном в 1988 году, указаны следующие иконы, относящиеся к церкви:

| - «Избранные святые» — XVII век; - «Жёны-мироносицы у гроба» — XVII век; - «Чудо Георгия» — XVII век; - «Богоматерь Тихвинская» — XVIII век; | - «Пётр и Павел в рост» — XVIII век; - «Положение во гроб» — XVIII век; - «Богоматерь» — XVIII век; - «Архангел Гавриил» — XVIII век; | - «Фома» — XVII век; - «Святой» — XVII век; - «Андрей Первозванный» — XVII век; - «Иеремей» — XVII век. |

Также среди вывезенных ценностей значилось резное распятие XVIII века. В литературе, помимо вышеозначенных, есть сведения о ещё нескольких иконах, вывезенных из Флоровской церкви, но, вероятно, не относящихся к ней:
- «Богоматерь» — начало XVI века, находится в коллекции Русского музея в Санкт-Петербурге[24];
- «Иоанн Предтеча» — начало XVI века, находится в коллекции Русского музея в Санкт-Петербурге[24];
- «Власий» — конец XV — начало XVI века, находится в коллекции Музея изобразительных искусств Республики Карелия в Петрозаводске[3];
- «Сошествие во Ад» — конец XVII века, находится в коллекции Музея изобразительных искусств в Москве[25].

Юридически храм относится к Олонецкому благочинию Петрозаводской епархии и приписан к Смоленскому собору Олонца. Периодически в церкви проводятся службы, настоятелем храма числится протоиерей Михаил Тереняк.